# يون فيليز
يون فيليز (بالإسبانية: Ion Vélez)‏ (مواليد 17 فبراير 1985 في تافالا - إسبانيا) لاعب كرة قدم إسباني يلعب حاليا لصالح نادي الدرجة الأولى أتلتيك بيلباو الإسباني منذ 2005 في مركز المهاجم .

## روابط خارجية
- يون فيليز على موقع قاعدة بيانات كرة القدم.إي يو (الإنجليزية)
- يون فيليز على موقع Soccerway.com (الإنجليزية)
- يون فيليز على موقع عالم كرة القدم.نت (الإنجليزية)
- يون فيليز على موقع AS.com (الإسبانية)